# HD 68988 c
HD 68988 c는 큰곰자리 방향으로 지구로부터 약 192광년 떨어진 곳에 있는 외계 행성이다. 어머니 항성은 태양보다 약간 더 뜨거운 HD 68988이다. 이 행성의 궤도이심률을 포함한 매개변수들은 매우 불확실하다. 어머니 항성으로부터의 평균 거리는 5.32 천문단위이며, 항성을 1회 공전하는 데 드는 시간은 4100 일(약 11년) 정도이다.

## 같이 보기
- HD 68988 b

## 참고 문헌
- (영어) 라이트 연구진 (2007). “Four New Exoplanets and Hints of Additional Substellar Companions to Exoplanet Host Stars”. 《The Astrophysical Journal》 657 (1): 533–545. doi:10.1086/510553. 2015년 11월 6일에 원본 문서에서 보존된 문서. 2009년 6월 21일에 확인함.
- (영어) Butler 연구진 (2006). “Catalog of Nearby Exoplanets”. 《The Astrophysical Journal》 646 (1): 505–522. doi:10.1086/504701. 2019년 12월 7일에 원본 문서에서 보존된 문서. 2009년 6월 21일에 확인함.